# Kunbir testacea
Kunbir testacea là một loài bọ cánh cứng trong họ Cerambycidae.